# Force aérienne militaire lituanienne
La force aérienne lituanienne (Lietuvos karinės oro pajėgos) est la composante aérienne des Forces de défense lituaniennes (Lietuvos ginkluotosios pajėgos).

## Histoire

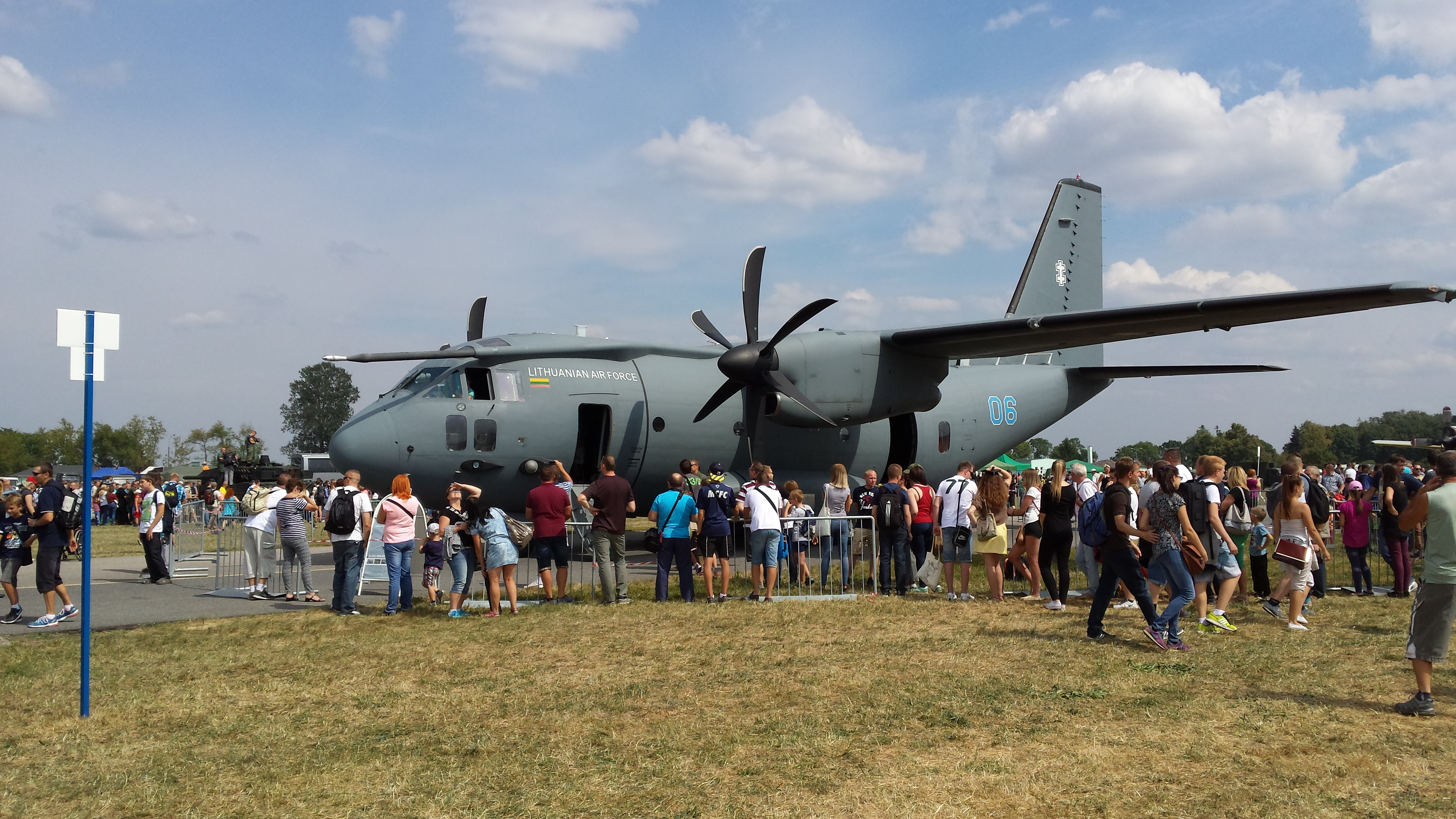
Un des trois avions de transports tactiques Alenia C-27J Spartan lituaniens. Le premier est livré en 2006.

La Lituanie ne dispose pas d'aviation de combat depuis son indépendance en 1990 et dépend de ses alliés de l'OTAN - dont elle est membre depuis 2004  - en ce domaine, dans le cadre de la Baltic Air Policing.
La force aérienne dispose depuis 2004 de trois radars mobiles EADS TRML (en)-3D dans le cadre de son système de surveillance et d'interception de cibles aériennes.

## Aéronefs

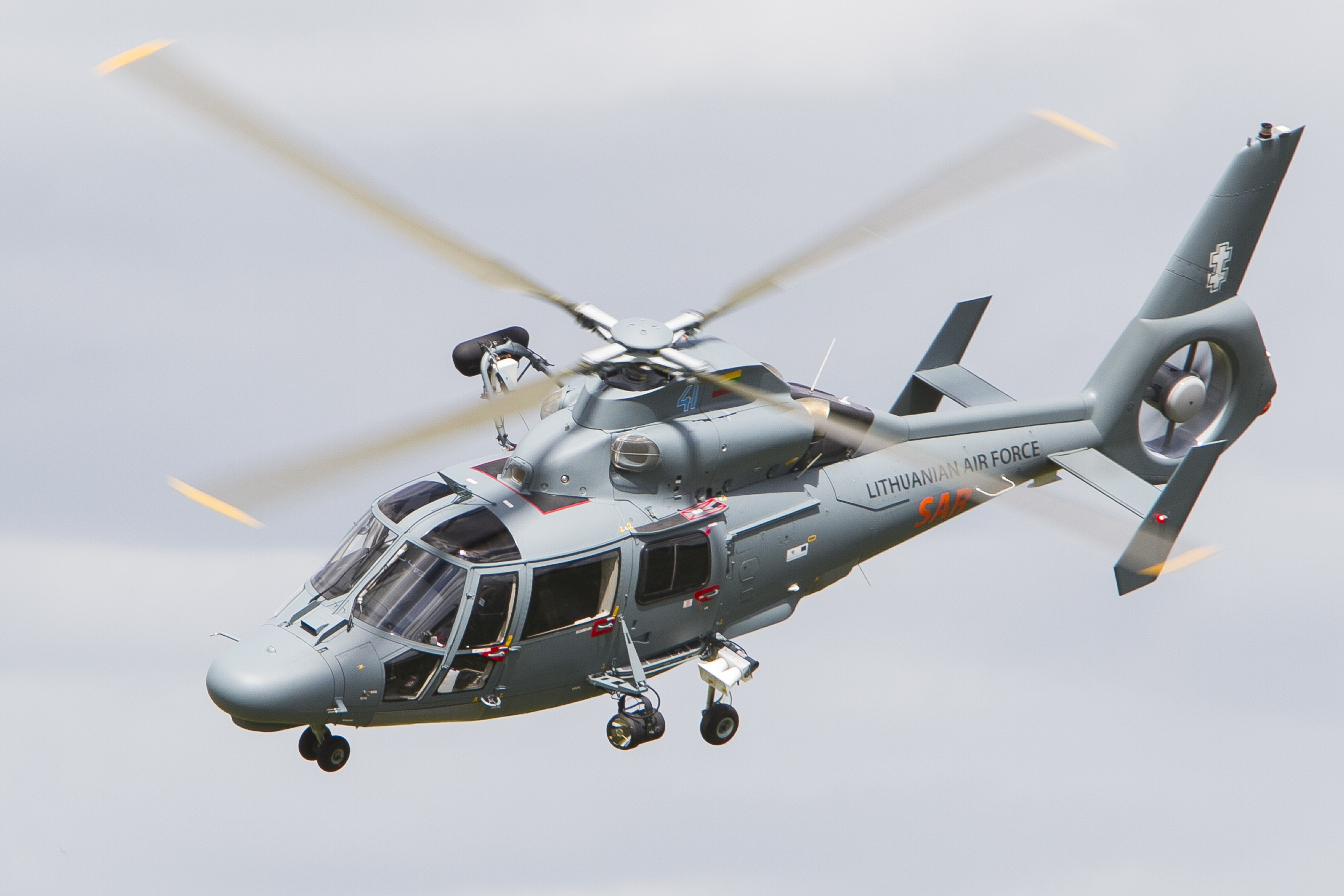
AS-365 Dauphin de l'armée de l'air Lituanienne.

Les appareils en service en 2025 sont les suivants:
| Aéronefs                    | Origine            | Type                                      | En service         | Versions                             |
| Avion de transport          | Avion de transport | Avion de transport                        | Avion de transport | Avion de transport                   |
| --------------------------- | ------------------ | ----------------------------------------- | ------------------ | ------------------------------------ |
| Alenia C-27J Spartan        | Italie             | Avion de transport militaire              | 3                  |                                      |
| Embraer C-390 Millennium    | Brésil             | Avion de transport militaire              | En commande        |                                      |
| Let L-410 Turbolet          | République tchèque | avion de transport léger                  | 2                  | version L-410UVP                     |
| Avion d'entraînement        |                    |                                           |                    |                                      |
| Hélicoptère                 |                    |                                           |                    |                                      |
| Eurocopter AS-365 Dauphin 2 | France             | Hélicoptère de transport léger, multirôle | 3                  | version AS-365N3+. Livraison en 2015 |
| Sikorsky UH-60 Black Hawk   | États-Unis         | Hélicoptère de manœuvre et d'assaut       | (4)                | version UH-60M                       |